# Cosmia dannehli
Cosmia dannehli là một loài bướm đêm trong họ Noctuidae.